# Església de la Nostra Senyora de la Misericòrdia (Campanar)
L'església de Nostra Senyora de la Misericòrdia s'ubica al barri de Campanar (València), antic poble ara integrat i absorbit per la ciutat de València el 1897. Exactament està a la plaça de l'Església de Campanar, plaça configurada per habitatges construïts quan encara era independent, amb una tipologia i alçada semblants.
La parròquia es creà el 1507 sobre una antiga ermita amb una butlla papal, abans aquest territori pertanyia a la parròquia de Santa Caterina. Més tard s'inaugurà una petita capella construïda amb motiu de la troballa de la Mare de Déu de Campanar el 19 de febrer de 1596. Aquesta capella estava a la casa o alqueria del baró de Barxeta, i mitjançant successives ampliacions arribà a tindre l'aspecte actual.
A finals del segle xvii, com a la majoria d'esglésies valencianes, s'iniciaren obres de renovació i ampliació del temple. Consistiren en l'ampliació del presbiteri, la construcció del transagrari, una nova capella de la Comunió i la renovació de la capella de Nostra Senyora de Campanar, tot seguint les pautes del barroc. A aquesta renovació correspon també la construcció del campanar, que si tenim en compte les deliberacions de la junta de fàbrica, no es construí segons el projecte inicial i es deixà inconclús cap al 1703 (data en la qual es contracta la construcció d'un penell monumental a manera de remat provisional). El retaule major era obra de Tomàs Vergara, durant la Guerra Civil va ser destruït.
L'any 1741 s'iniciaren les obres d'acabament del campanar, contractades amb el mestre d'obres Josep Mínguez. La fàbrica de la torre és de considerables proporcions estructurals i és exemple d'una nova tipologia de campanars que tingué bastant èxit a terres valencianes. Aquest tipus de campanar es caracteritza per un potent desenvolupament del remat esglaonat de dos cossos amb aletes d'enllaç i coronat amb un capitell o templet cobert de teules vidriades. Serà en aquestes dates quan es reforma la façana, rematant-se amb un potent perfil mixtilini de tradició setcentista.
De l'església, després de renovacions successives, només es conserva íntegre el transagrari, que constitueix un dels exemples més interessants. Situat en el tester del temple, té una planta rectangular amb accés per dues portes laterals del costat de l'altar major. Està cobert amb una volta de canó dividida en tres seccions per quatre arcs faixons, configurant així una singular volta bufada. L'espai s'il·lumina per un únic punt de llum que recau al carrer lateral, fingint finestrals als espais oposats a aquest. Els paraments estan envoltats per un sòcol de manises siscentistes que s'estenen també pel sòl. Aquestos paraments estan decorats amb bones pintures al fresc atribuïdes a Dionís Vidal. Les pintures fingeixen motllures i arquitectures que serveixen de suport estructural al complex programa iconogràfic basat en l'exaltació de l'eucaristia, programa desenvolupat a través de diverses escenes situades en medallons i cartel·les amb inscripcions bíbliques a les filactèries.
L'església fou repristinada amb estucs i daurats, cosa que li dona un cert aspecte decimonònic.
El campanar va ser restaurat, recuperant-se el cromatisme original a finals dels anys vuitanta del segle xx.